# وادي الملحاء
وادي الملحاء أو وادي التلاعة هو واد يقع شمال محافظة الليث، جنوب منطقة مكة المكرمة غرب المملكة العربية السعودية.

## سكان وادي الملحاء
ال شين من الجحادلة من بني شعبة من كنانة.

## نبذة تاريخية
عرف الوادي قديمًا باسم وادي التلاعة وذكر ياقوت الحموي أنه من وديان الحدود بين قبيلتي كنانة وهذيل، يسل من جبالة راية ليصب في إدام.